# 엔드포인트 DLP
엔드포인트 DLP(Enpoint Data Loss Prevention)는 보안기술의 일종으로, 내부 정보 유출 방지를 의미한다. 보통 DLP로 축약하여 부르며 PC, 태블릿, 모바일, 서버 등을 비롯한 단말(endpoint)에서 기밀정보나 개인정보 등 내부정보 유출을 통제하는 기술을 의미한다.